# Otto Sverdrup

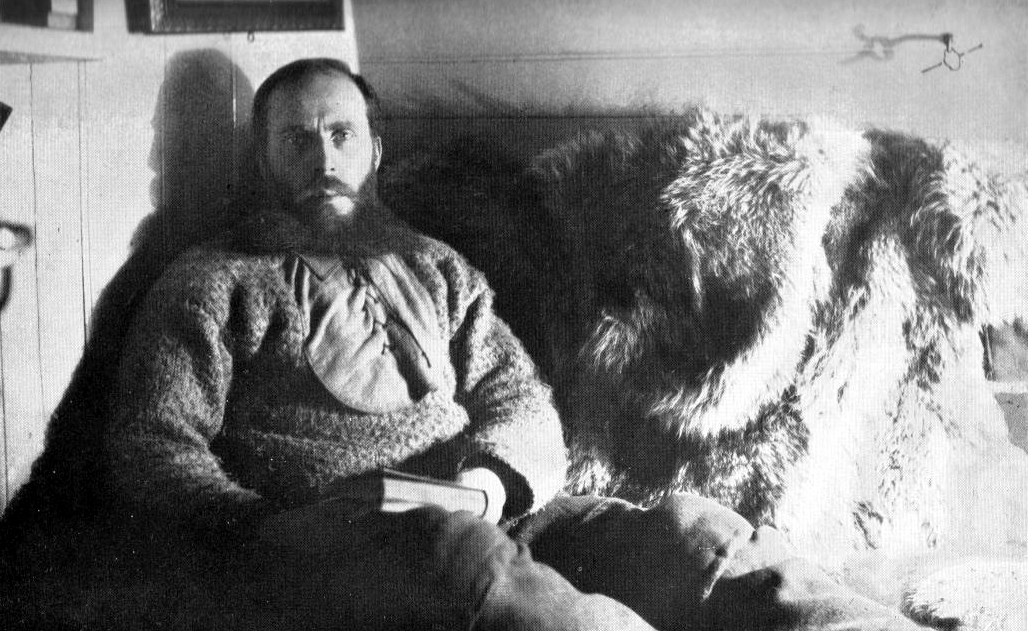
Foto van Otto Sverdrup, genomen tijdens de eerste reis van de Fram.

Otto Neumann Sverdrup (Åbygda, Bindal, 31 oktober 1854 – Oslo, 26 november 1930) was een Noorse ontdekkingsreiziger en poolonderzoeker.

## Biografie
Otto Sverdrup werd geboren in Bindal op boerderij Hårstad. Op zijn 17e vertrok hij naar zijn oom Søren in Nærøy, alwaar hij zijn carrière als zeeman begon. In 1875 haalde hij zijn kapiteinsexamen.
In 1877 verhuisden zijn ouders van Bindal naar een boerderij net buiten Steinkjer. Rond dezelfde tijd kocht O.T. Olsen, een leraar en familie van Sverdrups moeder, een stoomboot genaamd TRIO. Sverdrup werd aangesteld als kapitein. Als kapitein van de TRIO leerde Sverdrup advocaat Alexsander Nansen kennen die hem voorstelde aan zijn broer, Fridtjof Nansen.
In 1888 ging Sverdrup mee met Fridtjof Nansens expeditie door Groenland. In 1893 kreeg hij het bevel over de Fram. In 1895 werd hij zelfs tijdelijk eigenaar van dit schip toen Nansen probeerde de Noordpool te bereiken. In 1898 probeerde Sverdrup rond Groenland te varen via de Baffinbaai, maar hij kwam vast te zitten in de Straat Nares. Hierdoor waren hij en zijn bemanning gedwongen te overwinteren op Ellesmere. Tijdens deze winter verkenden ze veel nog onbekende fjorden en schiereilanden aan de westkust van het eilanden.
Tussen 1899 en 1902 overwinterde Sverdrup nog driemaal op Ellesmere om het eiland beter te kunnen verkennen en in kaart te brengen. Dit leidde tot de ontdekking van de eilanden ten westen van Ellesmere, te weten Axel Heibergeiland, Amund Ringnes-eiland en Ellef Ringnes-eiland: tegenwoordig gezamenlijk bekend als de Sverdrup-eilanden. Met behulp van methodes ontwikkeld door de Inuit, konden Sverdrup en zijn bemanning een gebied van 260.000 vierkante kilometer in kaart brengen, het grootste gebied ooit in kaart gebracht tijdens een poolexpeditie. Bij zijn terugkeer in Noorwegen werd Svendrup als held onthaald. In Noord-Amerika bleef hij echter relatief onbekend.
Sverdrup claimde de door hem ontdekte eilanden als Noors grondgebied, wat leidde tot onenigheid met Canada. Dit geschil werd pas in 1930 opgelost, toen Noorwegen zijn claim op de eilanden introk. De Canadese overheid kocht in 1931, na zijn overlijden, de logboeken van Sverdrups expedities voor 67 000 Canadese dollars.
Een van Sverdrups minder bekende expedities was een zoek- en reddingsexpeditie aan boord van het schip Eklips. Deze expeditie vond plaats in 1914-15 op de Karazee. Doel van de expeditie was het zoeken naar twee vermiste poolonderzoekers: kapitein Georgi Broesilov van de Sint-Anna en Vladimir Roesanov van de Gerkoeles. Deze expeditie slaagde echter niet in zijn opzet, er werd geen spoor van de vermisten ontdekt.
Sverdrups vierde en laatste expeditie in de poolwateren was in 1921. Hij had toen vanaf de Sovjet-ijsbreker Lenin het bevel over een konvooi van vijf vrachtschepen, die bij wijze van experiment door de Karazee naar de monding van de Ob en Jenisej moesten varen. De schepen bereikten hun doel en keerden daarna veilig terug. Deze expeditie was alzo een belangrijke stap bij de formatie van de Karazeesector van de Noordoostelijke Doorvaart.
De laatste jaren van zijn leven bracht Sverdrup door in Sandvika, een stad net buiten Oslo. Sverdrup stierf twee weken nadat zijn deal met de Canadese overheid was getekend.